# Флень-Ави
Флень-Ави́ (фр. Flaignes-Havys) — коммуна во Франции, находится в регионе Шампань — Арденны. Департамент — Арденны. Входит в состав кантона Рюминьи. Округ коммуны — Шарлевиль-Мезьер.
Код INSEE коммуны — 08169.
Коммуна расположена приблизительно в 185 км к северо-востоку от Парижа, в 100 км севернее Шалон-ан-Шампани, в 24 км к западу от Шарлевиль-Мезьера.

## Население
Население коммуны на 2008 год составляло 119 человек.
| 1962 | 1968 | 1975 | 1982 | 1990 | 1999 | 2008 |
| ---- | ---- | ---- | ---- | ---- | ---- | ---- |
| 179  | 182  | 167  | 160  | 133  | 132  | 119  |

## Администрация
| Период | Период | Фамилия     | Партия | Должность |
| ------ | ------ | ----------- | ------ | --------- |
| 2001   | 2008   | Пьер Шез    |        |           |
| 2008   |        | Жоэль Дюнан |        |           |

## Экономика
В 2007 году среди 64 человек в трудоспособном возрасте (15—64 лет) 48 были экономически активными, 16 — неактивными (показатель активности — 75,0 %, в 1999 году было 62,2 %). Из 48 активных работали 47 человек (26 мужчин и 21 женщина), безработным был 1 мужчина. Среди 16 неактивных 4 человека были учениками или студентами, 6 — пенсионерами, 6 были неактивными по другим причинам.

## Достопримечательности
- Церковь Сен-Лоран[фр.] (XVII век) — укреплённая церковь (веркирхе).
- Церковь Сен-Жери[фр.] (XVII век) — укреплённая церковь (веркирхе).

## Фотогалерея

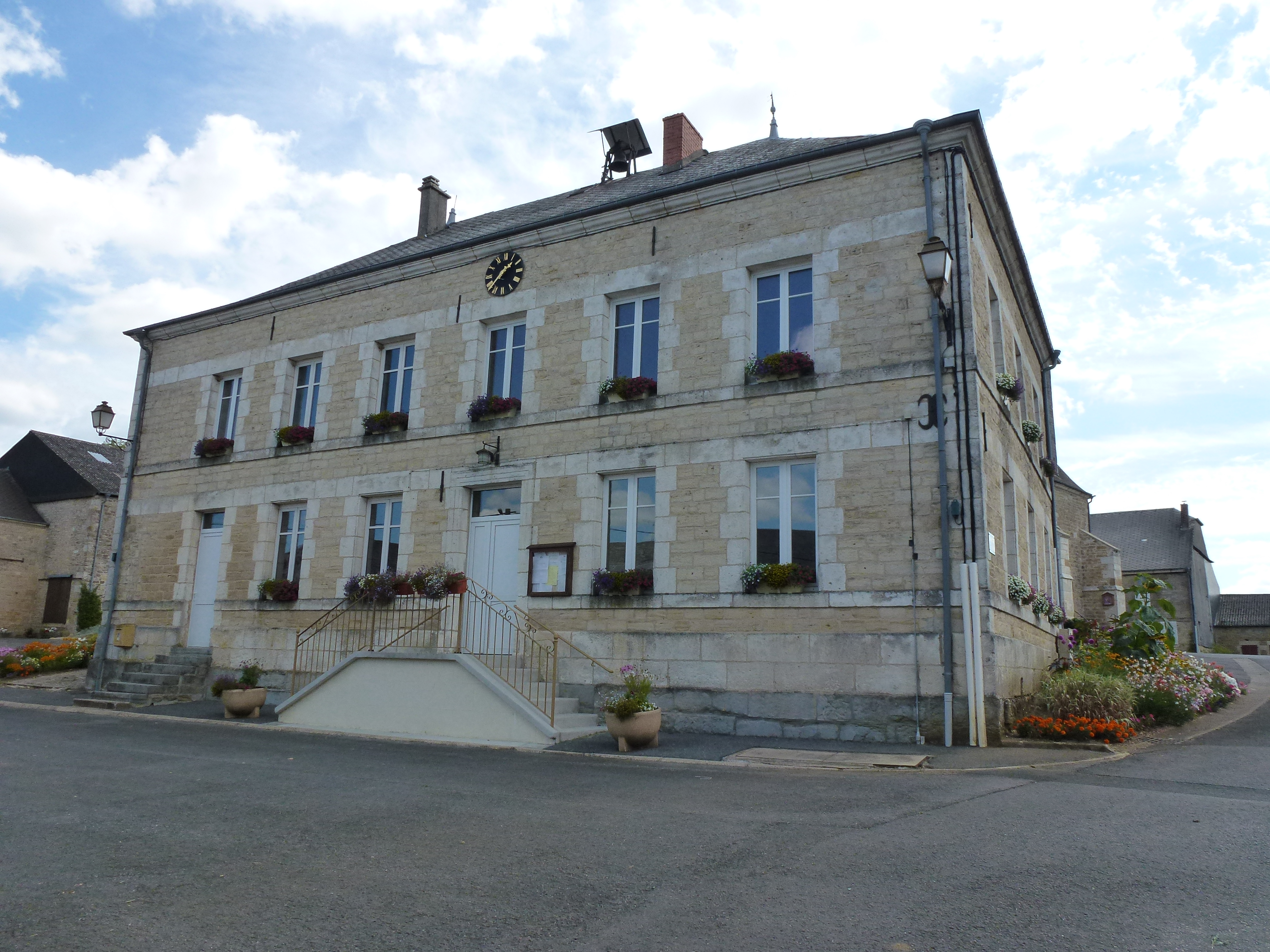
Мэрия
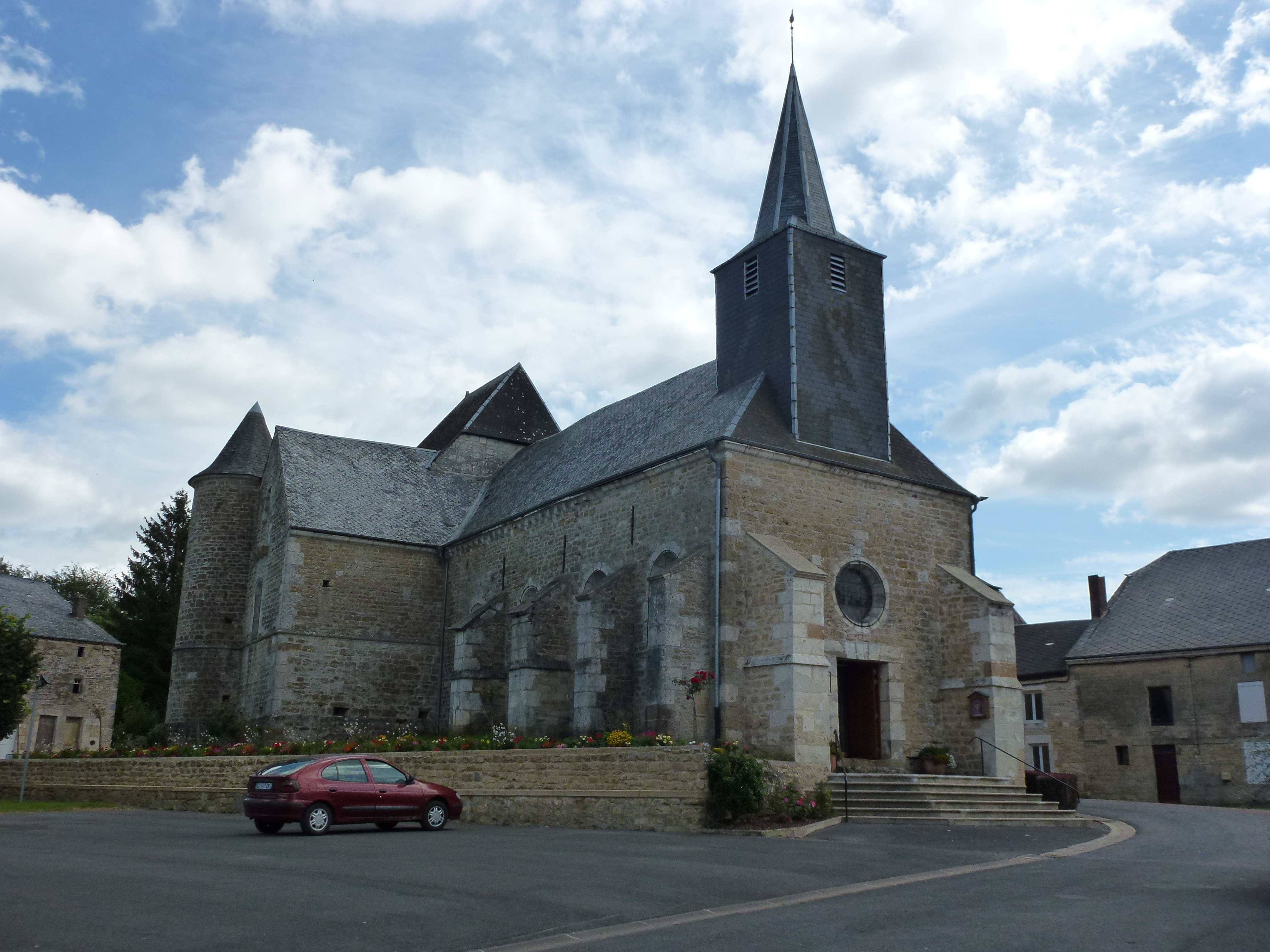
Церковь Сен-Лоран
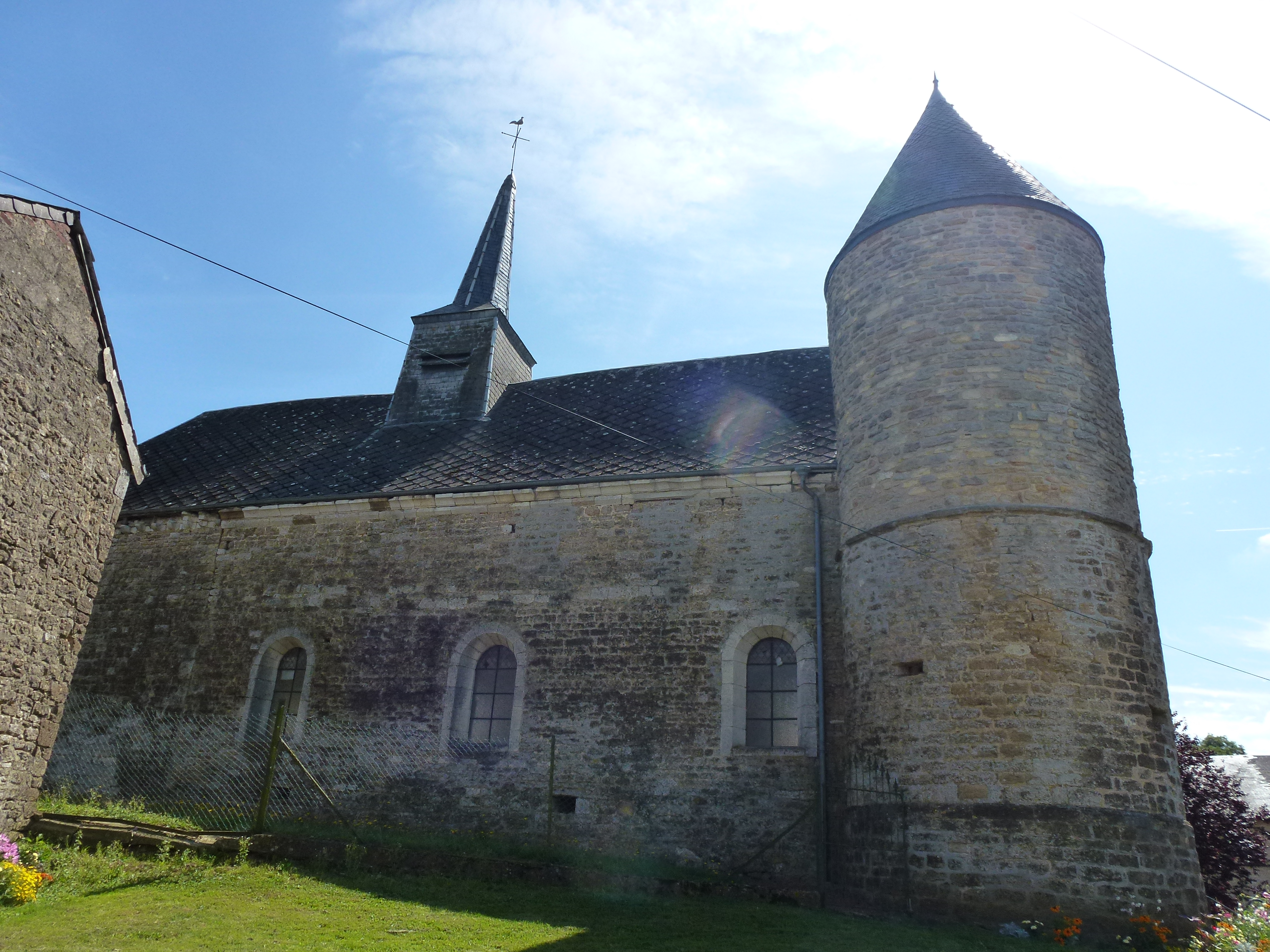
Церковь Сен-Жери
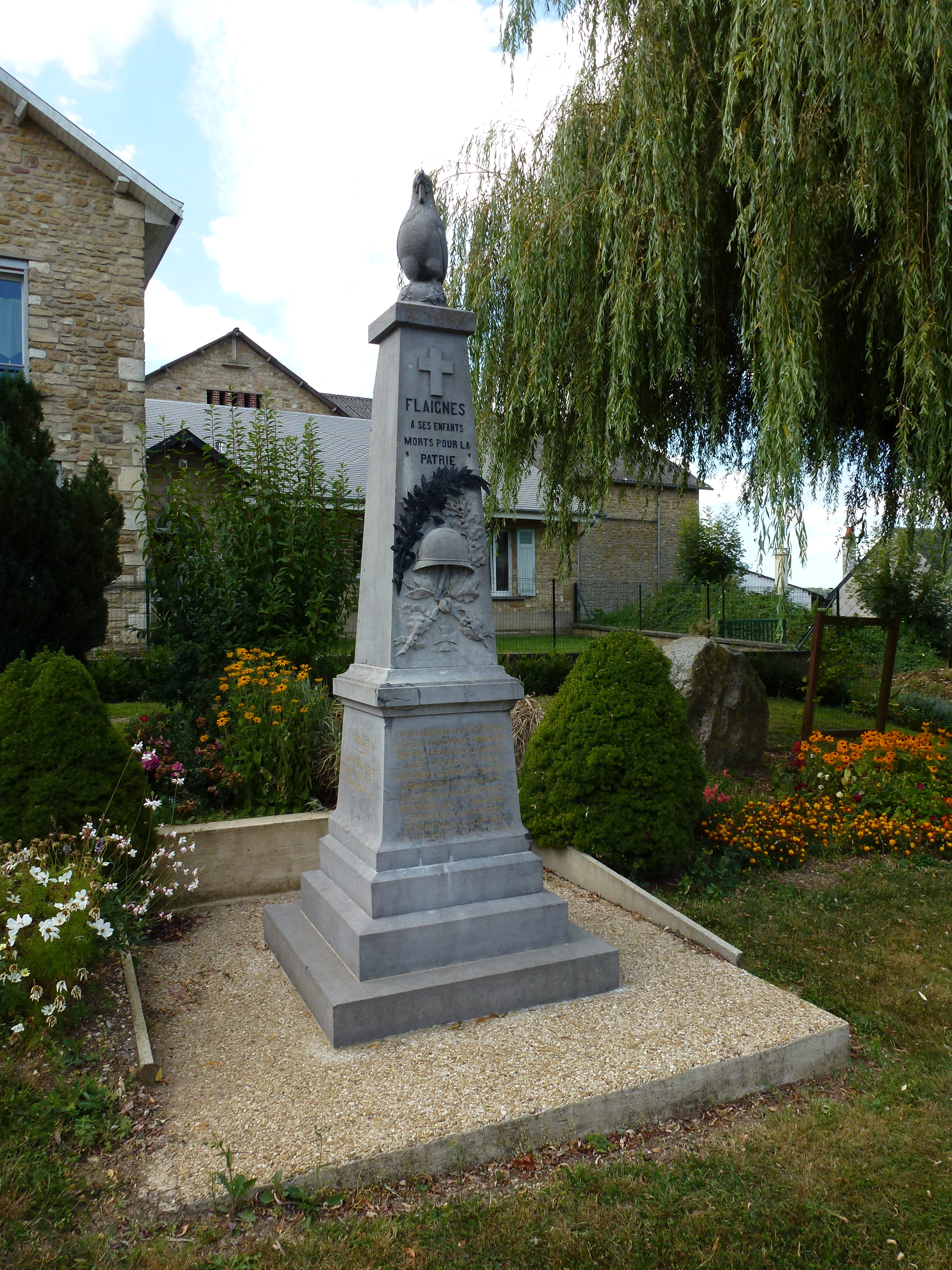
Памятник погибшим в Первой мировой войне